# Pollatsek Pál
Pollatsek Pál (Nagyvárad, 1895. október 20. – ?) erdélyi magyar szakíró.

## Életútja
Középiskoláit szülővárosában, a Premontrei Főgimnáziumban végezte. 1913-ban beiratkozott a Kolozsvári M. Kir. Ferencz József Tudományegyetem orvostudományi karára, de tanulmányait a világháború kitörése miatt félbe kellett szakítania. 1915–18 között a fronton teljesített szolgálatot mint egészségügyi tiszt. A háború befejeztével orvosi tanulmányait Budapesten folytatta és fejezte be, majd 1921–22-ben Berlinben nyert szakorvosi képzést.

## Munkássága
1922-ben, hazatérve Nagyváradra, belgyógyászati rendelőt nyitott. Bekapcsolódott az orvosi közéletbe is mint az 1868-ban alakult Bihar megyei Orvos-, Gyógyszerész- és Természettudományi Egylet titkára. 1926-ban az Egyesület keretében elhangzott szakelőadását Berkovits-díjjal jutalmazták.
Szakdolgozataiban a tüdőtuberkulózissal, a heveny monocyta fehérvérűséggel foglalkozott. Ez utóbbi témából közölte dolgozatát az Egyesület jubileumi kiadványa (Dolgozatok a Biharmegyei Orvos-, Gyógyszerész- és Természettudományi Egylet 60 éves fennállásának emlékére. Nagyvárad 1928).
Önállóan megjelent tanulmánya: A tüdőtuberculosis prognosis alkotásáról (Kolozsvár 1924 = Az Erdélyi Orvosi Lap tudományos közleményei).